# Ujong Langgo
Ujong Langgo is een bestuurslaag in het regentschap Pidie van de provincie Atjeh, Indonesië. Ujong Langgo telt 374 inwoners (volkstelling 2010).